# Носов Сергій Костянтинович
Носов Сергій Костянтинович (нар. 17 лютого 1961, Магнітогорськ, Челябінська область, РРФСР, СРСР) — російський політик. Губернатор Магаданської області з 13 вересня 2018 (тво 28 травня — 13 вересня 2018). Член президії Державної Ради Російської Федерації з 28 січня по 2 серпня 2019 року та з 21 грудня 2020 року. Член Вищої ради партії «Єдина Росія».
Глава міста Нижній Тагіл (2012—2018), віце-губернатор Свердловської області (липень-жовтень 2012), генеральний директор Нижньотагільського металургійного комбінату (1999—2005).
Через підтримку вторгнення Росії в Україну та незаконну депортацію українських дітей перебуває під санкціями всіх країн Євросоюзу, США та низки інших держав.